# Apatanodes brachytergum
Apatanodes brachytergum är en nattsländeart som först beskrevs av Oliver S. Flint Jr. 1974.  Apatanodes brachytergum ingår i släktet Apatanodes och familjen Hydrobiosidae. Inga underarter finns listade i Catalogue of Life.

## Bildgalleri

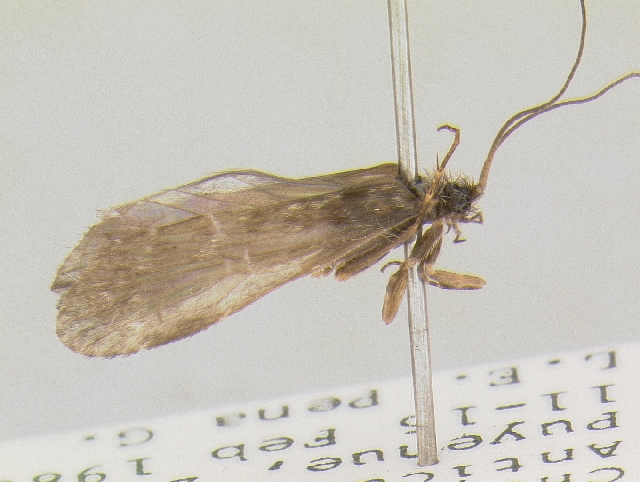